# Txkalovita
La txkalovita és un mineral de la classe dels silicats. Rep el nom en honor de l'aviador rus Valeri Txkàlov, el primer pilot que va fer un vol sense escales de Moscou als Estats Units a través del pol Nord.

## Característiques
La txkalovita és un silicat de fórmula química Na₂BeSi₂O₆. Cristal·litza en el sistema ortoròmbic. La seva duresa a l'escala de Mohs és 6.
Segons la classificació de Nickel-Strunz, la txkalovita pertany a «09.DM - Inosilicats amb 6 cadenes senzilles periòdiques» juntament amb els següents minerals: stokesita, calciohilairita, hilairita, komkovita, sazykinaïta-(Y), pyatenkoïta-(Y), gaidonnayita, georgechaoïta, vlasovita, revdita, scheuchzerita i terskita.

## Formació i jaciments
Va ser descoberta al mont Malyi Punkaruaiv, al districte de Lovozero (óblast de Múrmansk, Rússia). També ha estat descrita en altres indrets de l'óblast de Múrmansk, a Groenlàndia i al Canadà.